# Prof. Doc. Herman
Prof. Doc. Herman is een humoristisch kinderprogramma dat op Ketnet uitgezonden werd rond 2000 waarin Peter Van De Veire de rol de professor op zich nam. Prof. Doc. Herman is een professor met een Duits accent die zich elke aflevering buigt over een vraag, ingezonden door een kijker. Een aflevering duurde ongeveer 5 minuten en werd halverwege onderbroken door een streepje muziek, dit nadat Prof. Doc. Herman de woorden "Na de moeziek" sprak.